# Vinko Levstik
Vinko Levstik, slovenski domobranski častnik, * 13. julij 1925, Hudi konec, Sodražica † 12. avgust 2003, Gorica, Italija.
Levstik je bil v drugi svetovni vojni najprej pripadnik partizanskih enot, nato pa je prestopli v vrste slovenskega domobranstva, kjer je dobil čin poročnika. Proti koncu vojne je Levstik postal vojaški obveščevalec in hkrati protiobveščevalec slovenske domobranske vojske. Po vojni naj bi svojo obveščevalno dejavnost nadaljeval v Rimu, kamor se je umaknil po končani vojni in kjer je imel tudi svoj hotel.

## Obtožbe za vojne zločine
15. junija 2001 je petčlanski senat okrožnega sodišča v Ljubljani razglasil 76-letnega Vinka Levstika za krivega vojnega hudodelstva zoper vojne ujetnike, ki naj bi ga kot podnarednik 114. čete slovenskega domobranstva zagrešil nad dvema zajetima partizanoma. Levstik naj bi takrat proti pravilom mednarodnega vojnega prava in ženevske konvencije iz leta 1929 ustrelil dva ujeta partizana in sicer Alojza Marolta in Borivoja Jeliniča - Borčija. Za ta dva vojna zločina, mu je sodni senat, ki mu je predsedovala sodnica Tatjana Skubic prisodil 12 let zapora. Prvi zločin naj bi Levstik storil 28. avgusta 1944, ko je skupaj s še enim domobrancem pri Križu nad Zdensko vasjo v zasedi presenetil in razorožil dva partizana, Alojza Marolta in Janeza Ambrožiča. Levstik naj bi vojnega ujetnika Marolta malo pred Velikimi Laščami odpeljal s ceste in ga v nasprotju z ženevsko konvencijo o ravnanju z vojnimi ujetniki ustrelil za grmom. Borivoja Jeliniča - Borčija, sanitetnega referenta 18. divizije, pa naj bi Levstik ubil na pokopališču pri cerkvi v vasi Struge 30. marca 1945.
Prva obtožnica proti Levstiku je bila vložena že leta 1981, proces pa so leta 1985 prekinili. Leta 1992 se je proces nadaljeval na zahtevo svojcev ubitih partizanov, istega leta pa se je Levstik na njem tudi dvakrat zagovarjal. Proces je bil ponovno ustavljen leta 1993, ko je takratni tožilec Tomaž Miklavčič po preiskavi pregon ustavil zaradi pomanjkanja dokazov. Nekateri svojci ubitih so vložili subsidiarno tožbo, pozneje je postopek nadaljeval državni tožilec Jože Šinkovec. V obtožnici sta tako ostala opisa vojnega hudodelstva zoper vojne ujetnike, ki ju je senat pravno opredelil kot eno kaznivo dejanje, saj zločin vojnega hudodelstva nikoli ne zastara.
Levstik je bil leta 2002 na ljubljanskem višjem sodišču oproščen krivde vojnega hudodelstva, ki naj bi ga bil storil kot domobranec med drugo svetovno vojno na Dolenjskem. Sodišče je ugodilo pritožbi obrambe in spremenilo obsodilno sodbo okrožnega sodišča, ki mu je leta 2001 za iste obtožbe izreklo 12 let zaporne kazni.
Levstik je umrl leta 2003 v bolnišnici v Italiji, po tem, ko je v 78. letu starosti utrpel hude poškodbe pri padcu.